# Elacatinus pridisi
Elacatinus pridisi is een straalvinnige vissensoort uit de familie van grondels (Gobiidae). De wetenschappelijke naam van de soort is voor het eerst geldig gepubliceerd in 2004 door Guimarães, Gasparini & Rocha.